# Anatol Ugorski
Anatol Ugorski (en ruso: Анатолий Угорский; Rubtsovsk, Krai de Altái, Unión Soviética, 28 de septiembre de 1942-Detmold, Alemania, 5 de septiembre de 2023) fue un pianista clásico germanorruso de origen judío, residente en Alemania.

## Biografía
Anatol Ugorski nació en un entorno pobre como el mayor de cinco hijos. En 1945 sus padres se trasladaron a Leningrado donde asistió a su primera escuela, donde empezó tocando el xilófono. A la edad de seis años pasó la selección para entrar en el actual Conservatorio de San Petersburgo donde estudió hasta 1960. Posteriormente fue admitido en el Conservatorio superior de Leningrado en la clase de piano de Nadezhda Golubóvskaia, con quien trabajó hasta 1965. Como estudiante llamó la atención a través de la interpretación de piezas de vanguardia; abandonando el repertorio tradicionalmente dedicado a los pianistas rusos, interpretó en la URSS algunas de las obras de controvertidos compositores occidentales como Arnold Schönberg (Pierrot Lunaire), Alban Berg, Olivier Messiaen y Pierre Boulez, asistido por su esposa, la musicóloga Maja Elik. En 1968, ganó el tercer premio en el Concurso Internacional de Piano George Enescu de Bucarest.
Durante una gira de conciertos en Leningrado de Pierre Boulez en el otoño de 1968, en un período de relativa apertura cultural (poco después de la Primavera de Praga y la invasión de las tropas del Pacto de Varsovia), el aplauso entusiasta de Ugorski se interpretó como un gesto político. Fue convocado por el Rectorado y era sospechoso de ser políticamente poco fiable, por su pasión por la música contemporánea occidental y por sus orígenes. Su carrera estuvo paralizada durante más de diez años y se vio confinado a un puesto de acompañante del coro de Jóvenes Pioneros.
Irene Dische comenta sobre esta etapa: "En esta perfecta libertad artística, tocaba sólo para sí mismo". Sus conciertos en solitario se hicieron muy populares. Ugorski confió que su mejor concierto de Scarlatti lo realizó para niños en la ciudad industrial de Asbest. Fue solo en 1982, bajo la presión de su reputación artística, cuando obtuvo un puesto de profesor en el Conservatorio de Leningrado.
Hasta entonces no se había planteado emigrar, pero en la primavera de 1990 Dina Ugórskaia, entonces de 16 años y también pianista y alumna del Conservatorio, sufrió un acoso antisemita y se sintió amenazada. Entonces la familia Ugorski escapó sin preparación ni papeles a Berlín Este, viviendo en un campo de refugiados durante varios meses. Ugorski grabó su primer disco en 1991 con las Variaciones Diabelli para Deutsche Grammophon, con quien firmó un contrato de exclusividad.
La carrera internacional de Ugorski se inició en 1992 cuando tenía 50 años y pronto se naturalizaría alemán. Sus primeros conciertos tuvieron lugar en el Conservatorio de Milán y en el Festival de Viena. Ha actuado solo o con orquestas como la Orquesta Sinfónica WDR de Colonia, la Filarmónica Checa, la del Concertgebouw de Ámsterdam, la Orquesta de París y la Orquesta Sinfónica de Chicago, y participa regularmente en los festivales más importantes del mundo.
Hasta 2007, Ugorski fue profesor de piano en la Hochschule für Musik de Detmold, donde vivía. También fue miembro del jurado del Concurso Internacional de Música ARD en Múnich.

## Grabaciones
Ugorski ha publicado numerosas grabaciones para piano del repertorio de los siglos XIX y XX. Entre sus grabaciones más importantes se encuentran Catalogue d'oiseaux de Olivier Messiaen (premio Echo Klassik 1995) y el Concierto para piano en fa sostenido menor, op. 20 de Scriabin con la Orquesta Sinfónica de Chicago dirigida por Pierre Boulez. Por esta grabación, Ugorski fue nominado a un premio Grammy en febrero de 2000. Él y su hija Dina Ugorskaja grabaron los conciertos para dos pianos de Bach (BWV 1060), Mozart (K.365) y Shostakovich (Op. 94). En 2010 interpretó las Sonatas completas de Scriabin para Cavi-music. También grabó el Quinteto con piano de Shostakovich, para Oehms Classics (2014).
- Beethoven, Sonata para piano op. 111; Bagatelas op. 126; Para Elisa ; Rondó y Cappricio Op. 129 (1992, DG 435 881-2)
- Beethoven, Variaciones Diabelli (1991, DG)OCLC 715702162
- Messiaen, Catalogue d'oiseaux (2003, 3CD DG)OCLC 716474039
- Músorgski, Cuadros de una exposición ; Stravinski, 3 movimientos de Petrushka (1992, DG 435 882-2)OCLC 887764660
- Schumann, Davidsbündlertänze Op. 6; Schubert, Fantasía del vagabundo D.760 / Op. 15 (septiembre 1992, DG 437 539-2)OCLC 66153796
- Scriabin, Concierto para piano ; Promethée (1999, DG)
- Scriabin, Sonatas 1-10 (2010, 2CD Cavi-Music)

LP :
- Bach, Viola Sonatas BWV 1027-1029 - Yuri Kramarov, viola; Ugorski, clavecín (1976, LP Melodiya C10 67925-26)